# Kangasjärvi (sjö i Keitele, Norra Savolax)
Kangasjärvi är en sjö i kommunerna Keitele och Pihtipudas i landskapen Norra Savolax och Mellersta Finland i Finland. Sjön ligger 146,1 meter över havet. Arean är 1,65 kvadratkilometer och strandlinjen är 6,7 kilometer lång. Sjön  ingår i Kymmene älvs huvudavrinningsområde.   Den ligger omkring 95 kilometer nordväst om Kuopio, omkring 130 kilometer norr om Jyväskylä och omkring 360 kilometer norr om Helsingfors. 
Söder om sjön ligger Kangasjärvi gruva.